# Luigi Pogliana
(Dizionario del calcio italiano)
Luigi Pogliana (Legnano, 25 gennaio 1945) è un ex calciatore italiano, di ruolo terzino sinistro.

## Carriera
Cresciuto nel Legnano, il Napoli lo acquistò a 22 anni dal Novara e da allora rimase sempre nelle file dei partenopei. Fu il terzino fluidificante della squadra azzurra per undici anni, dal 1967 al 1978, conquistando la Coppa Italia nella stagione 1975-1976.

Pogliana (in piedi, terzo da sinistra) nel Legnano del 1964-1965

Debuttò in Serie A con i campani il 24 settembre 1967 nella vittoria casalinga contro l'Atalanta per 1-0 e segnò 6 gol in campionato durante la militanza napoletana, 4 di essi in casa a squadre di vertice come Juventus ed Inter: ai piemontesi segnò l'8 novembre 1970 consentendo al Napoli di battere la vecchia signora per 1-0 ed il 19 marzo 1972 il gol del pareggio contro la Juventus nell'1-1 finale, mentre ai lombardi il 22 novembre 1970 il gol del momentaneo pareggio nella sfida poi vinta dagli azzurri per 2-1 e l'11 aprile 1976 il momentaneo 1-0 nella gara in casa contro l'Inter terminata poi 3-1. Tre anni prima, a Torino, un suo autogol permise alla Juventus di pareggiare la partita.
Negli ultimi anni lasciò spesso spazio al più giovane Antonio La Palma. Concluse la sua carriera al Napoli all'età di 33 anni. In carriera ha totalizzato complessivamente 196 presenze e 6 reti in Serie A e 52 presenze e una rete in Serie B.

## Palmarès
- Coppa Italia: 1

Napoli: 1975-1976